# Ptilidiales
Ptilidiales är en ordning av bladmossor. Ptilidiales ingår i klassen Jungermanniopsida, divisionen bladmossor och riket växter. Enligt Catalogue of Life omfattar ordningen Ptilidiales 5 arter.
Kladogram enligt Catalogue of Life:
| Ptilidiales | \| \| Herzogianthaceae \| \| \| \| \| \| Neotrichocoleaceae \| \| \| \| \| \| Ptilidiaceae \| \| \| \| |
|             | \| \| Herzogianthaceae \| \| \| \| \| \| Neotrichocoleaceae \| \| \| \| \| \| Ptilidiaceae \| \| \| \| |
|             | Fossombroniales                                                                                        |
|             | |
|             | Jungermanniales                                                                                        |
|             | |
|             | Metzgeriales                                                                                           |
|             | |
|             | Pallaviciniales                                                                                        |
|             | |
|             | Pelliales                                                                                              |
|             | |
|             | Pleuroziales                                                                                           |
|             | |
|             | Porellales                                                                                             |
|             | |
|             | Herzogianthaceae                                                                                       |
|             | |
|             | Neotrichocoleaceae                                                                                     |
|             | |
|             | Ptilidiaceae                                                                                           |
|             | |

|  | Herzogianthaceae   |
|  |                    |
|  | Neotrichocoleaceae |
|  |                    |
|  | Ptilidiaceae       |
|  |                    |